# Léon Claeys
Léon Claeys, né le 1er décembre 1829 à Bergues (Nord) et décédé le 2 janvier 1921 dans la même ville, est un homme politique français.

## Biographie
Maître brasseur à Bergues, il est conseiller municipal de cette ville de 1862 à 1877, puis maire de 1880 à 1912. Il est Conseiller général du Canton de Bergues de 1880 à 1919 (vice-président du Conseil général du Nord de 1893 à 1896). Il est le fondateur du comice agricole. Il est Sénateur du Nord de 1888 à 1906, siégeant à Gauche.
En 1891, il prend part à la discussion du projet de loi tendant à déclarer d'utilité publique la construction du chemin de fer Bergues - Hazebrouck. En 1893, il est rapporteur du projet de loi relatif à la création d'une zone franche à la frontière franco-belge.
Il ne se représente pas aux élections sénatoriales du 7 janvier 1906, mais conserve une grande activité sur le plan local où il s'intéresse tout particulièrement aux problèmes administratifs et agricoles. Il est aussi président de la Caisse d'épargne de Bergues, fondateur du comice agricole et du herdbook de la race flamande et président de la société des agriculteurs du Nord.
Il se retire de la vie politique en 1919 et meurt à Bergues le 2 janvier 1921, âgé de 92 ans. 

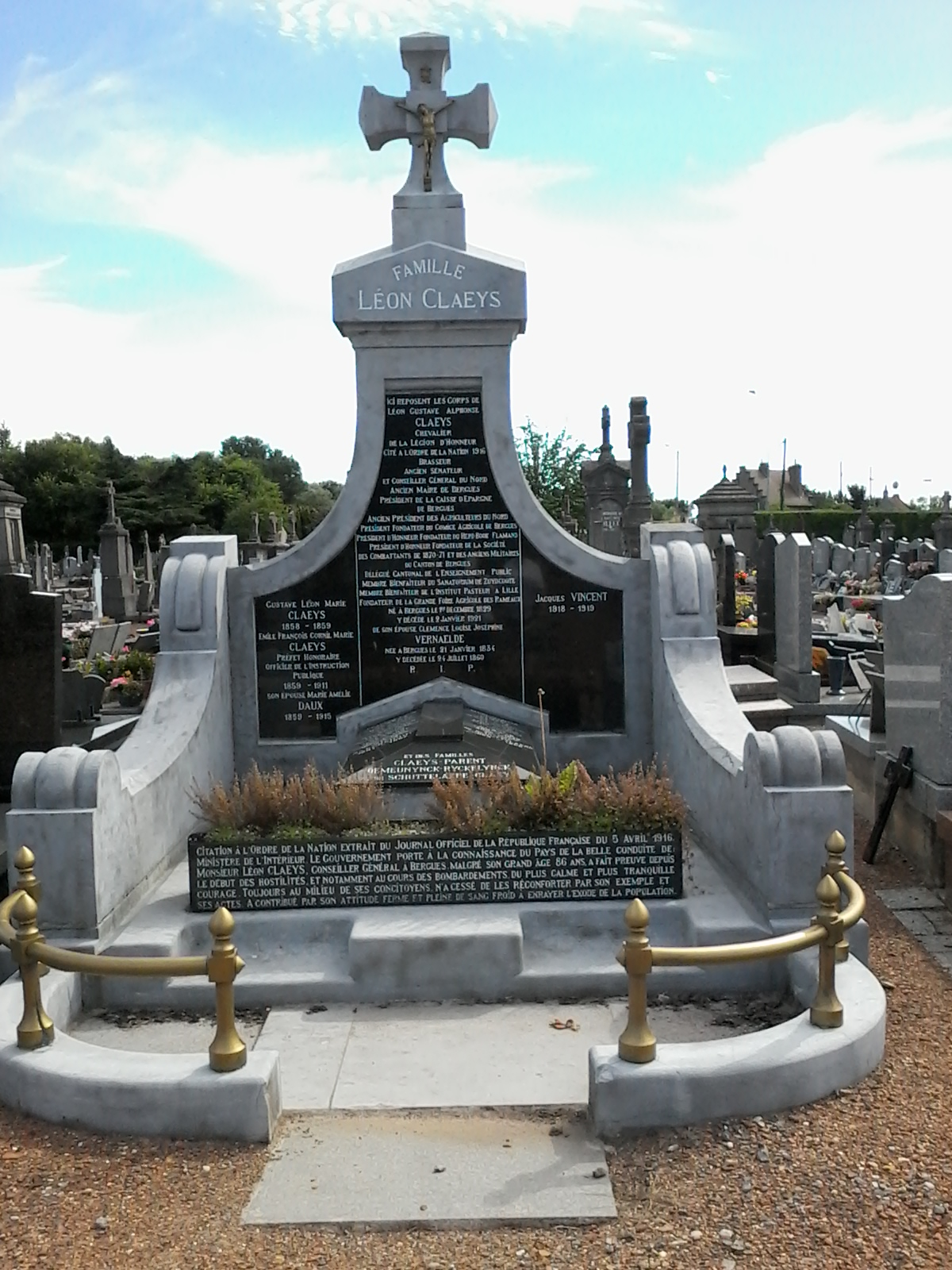
Tombe de Léon Clays au Cimetière de Bergues.
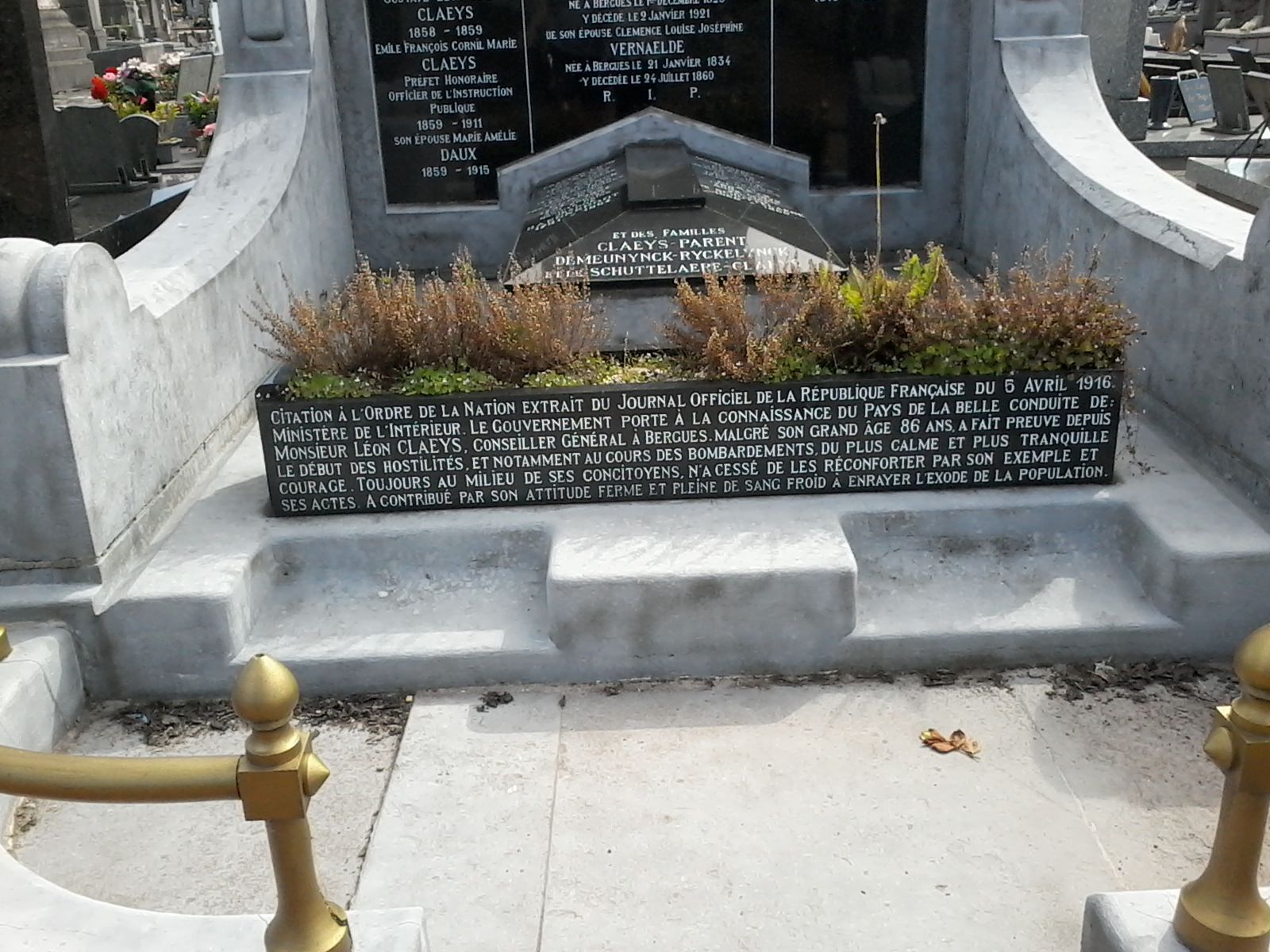
Citation sur la Tombe de Léon Clays au Cimetière de Bergues.

## Distinctions
- Chevalier de la Légion d'honneur par  décret du 12 août 1909[4].

- Cité à l'Ordre de la Nation en 1916.

## Hommage

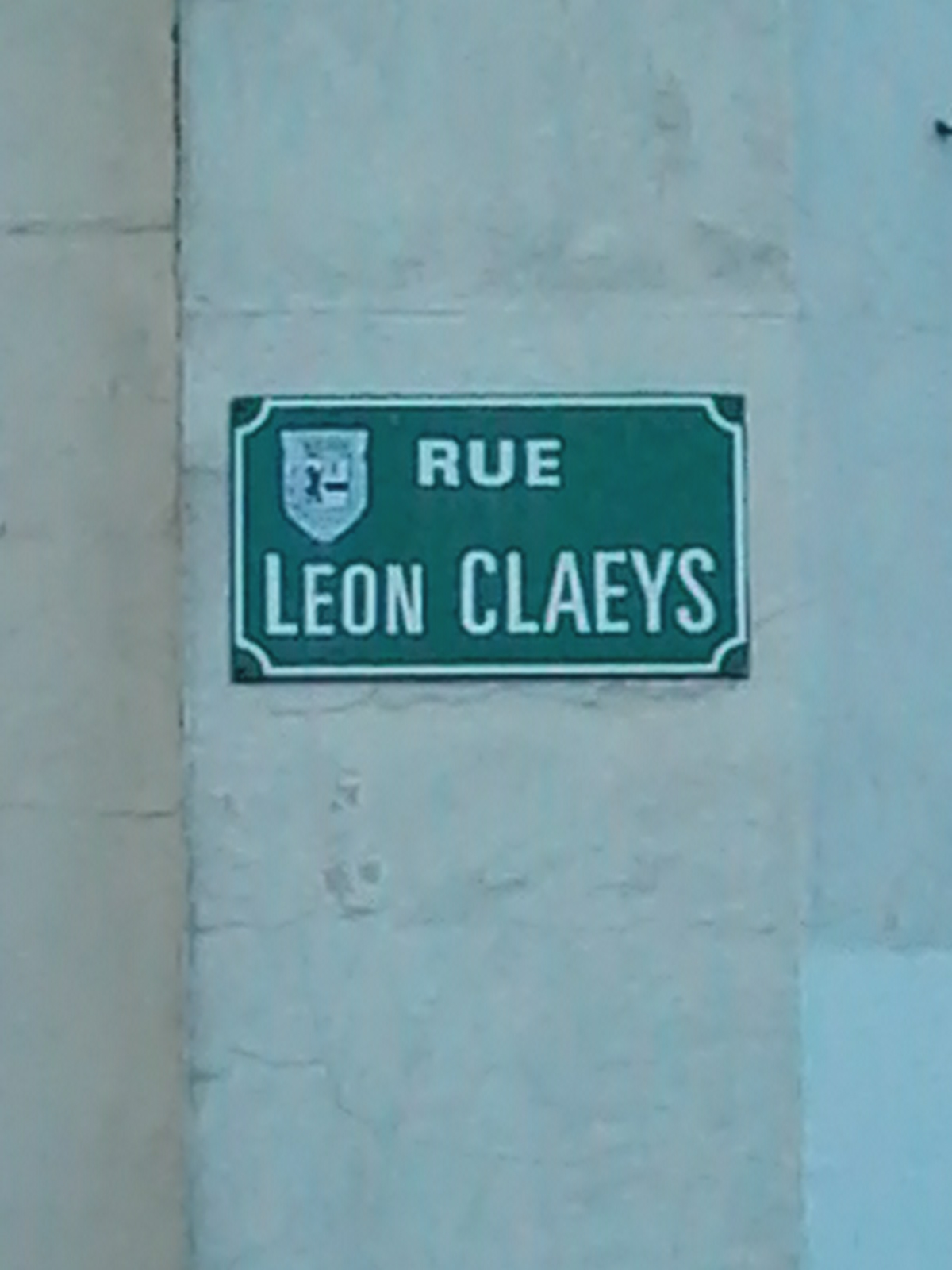
rue Léon Claeys à Bergues

Une rue de Bergues porte son nom.

## Sources
- « Léon Claeys », dans Adolphe Robert et Gaston Cougny, Dictionnaire des parlementaires français, Edgar Bourloton, 1889-1891 [détail de l’édition]
- « Léon Claeys », dans le Dictionnaire des parlementaires français (1889-1940), sous la direction de Jean Jolly, PUF, 1960 [détail de l’édition]